# 拉魯伊內泰山
45°58′44.8″N 7°24′1.3″E / 45.979111°N 7.400361°E

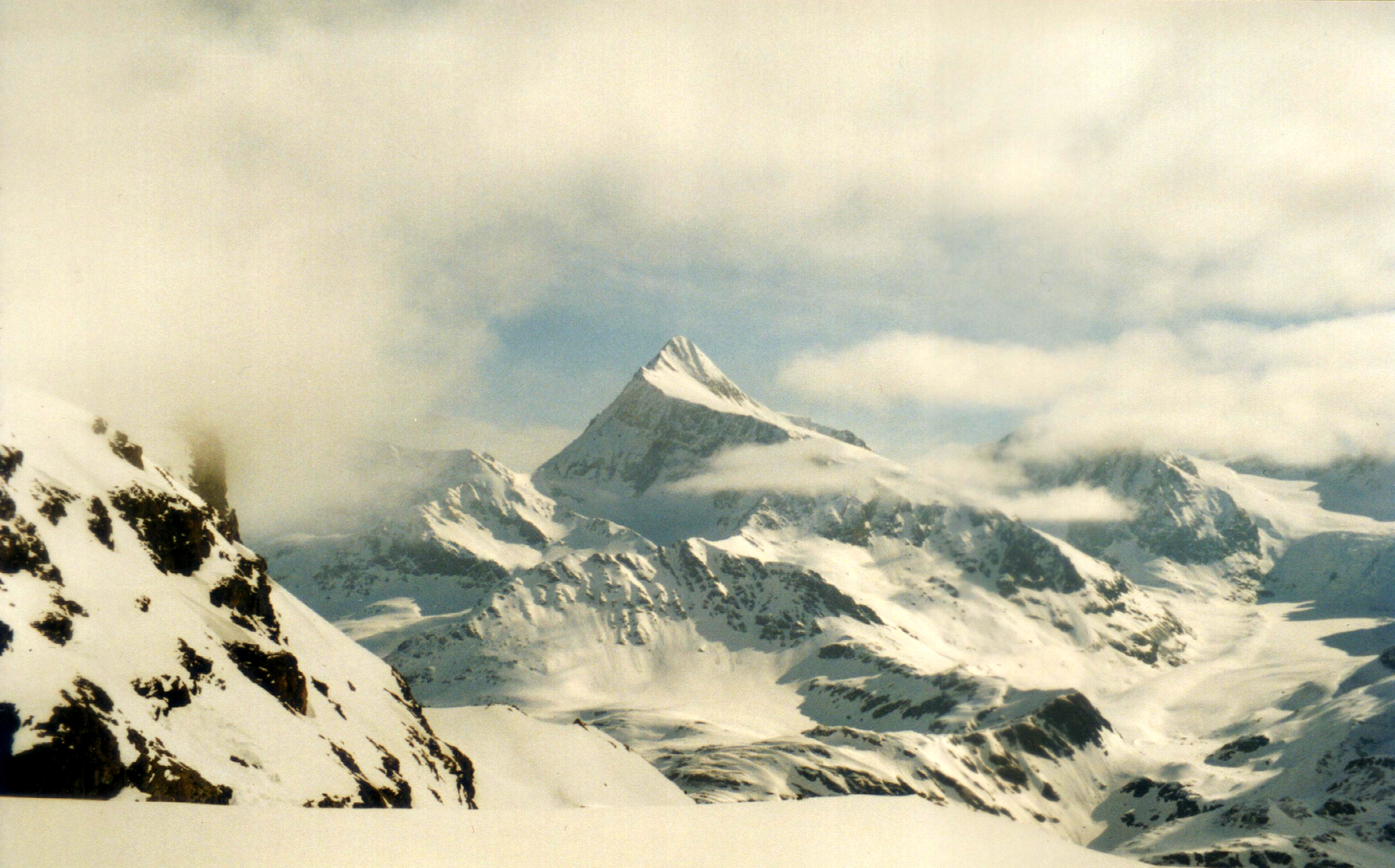
拉魯伊內泰山

拉魯伊內泰山（La Ruinette），是瑞士的山峰，位於該國南部，由瓦萊州負責管轄，屬於本寧阿爾卑斯山脈的一部分，海拔高度3,875米，人類在1865年7月6日首次登上該山峰。